# Juan María Vicencio de Ripperdá

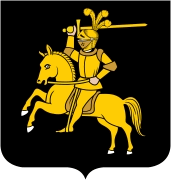
Stamwapen Ripperda

Coat of Arms of Juan María Vicencio de Ripperdá

Juan María Vicencio, Baron de Ripperdá (Madrid, 1 september 1725 - Honduras, 21 oktober 1780) was de zoon van Johan Willem Ripperda, baron en hertog van Ripperda, en de Spaanse freule Donna Francisca de Xarava del Castillo.
Juan groeide op in Madrid bij de familie van zijn moeder, een katholieke adellijke familie die afstamde van de middeleeuwse prinsen van Aragon. Zijn vader was Eerste Minister van Spanje geweest maar moest het land ontvluchten als gevolg van een schandaal.
Hij begon zijn militaire loopbaan in 1743 en rees snel op tot de rang van kolonel der cavalerie in 1761. In 1769 kwam hij in Mexico aan nadat de koning van Spanje hem tot gouverneur van Texas had benoemd. Tijdens zijn verblijf in Mexico-Stad trouwde hij op 22 oktober met Donna Mariana Gómez de Parada Gallo y Villavicencio. Vanaf februari 1770 leefde hij met zijn vrouw en zes kinderen in San Antonio, de hoofdstad van Texas. Hoewel hij in 1776 tot gouverneur van Honduras benoemd werd bleef hij met zijn familie in Texas tot 1778. Hij gold als een van de populairste Spaanse gouverneurs. Op 28 juni 1779 werd hij door de koning tot brigadegeneraal bevorderd.
Hij was de halfbroer van Ludolph Luirdt Ripperda.